# 皮德多夫格
50°15′21″N 23°54′28″E / 50.25583°N 23.90778°E
皮德多夫格（烏克蘭語：Піддовге），是烏克蘭西部的村莊，隸屬利維夫州的舍普季茨基區。該村面積0.25平方公里，海拔高度212米，2001年人口57，人口密度每平方公里228人。